# Tiffany Clark
Tiffany Clark (* 18. März 1961 in Los Angeles, Kalifornien) ist eine ehemalige  US-amerikanische Pornodarstellerin.

## Karriere
Tiffany Clark begann ihre Karriere 1979 und beendete sie 1997. Laut der IAFD hat sie in dieser Zeit in 96 Filmen mitgespielt. Beim Film Hot Rockers war sie als Coregisseurin tätig. Sie ist seit 2002 Mitglied der AVN Hall of Fame und hat 1984 zwei AVN-Awards gewonnen.
In den 1980ern war Tiffany Clark mit dem Regisseur und Pornodarsteller Fred J. Lincoln verheiratet.

## Auszeichnungen
- 1984: AVN Award – Best Supporting Actress in a Film
- 1984: AVN Award – Best Couples Sex Scene in a Film
- 2002: AVN Hall of Fame